# NGC 7253
NGC 7253 هو اصطدام مجري، يقع في كوكبة الفرس الأعظم. وقد اكتشفه ألبرت مارث .

## روابط خارجية
- NGC 7253 على موقع ويكي سكاي: DSS2, SDSS, GALEX, IRAS, Hydrogen α, X-Ray, Astrophoto, Sky Map, Articles and images